# Give Me Your Soul...Please
Albums de King Diamond
The Puppet Master
(2003)
Give Me Your Soul...Please est le douzième et dernier album en date de King Diamond.

## Liste des titres
Toutes les paroles sont écrites par King Diamond.
| No  | Titre                        | Musique       | Durée |
| --- | ---------------------------- | ------------- | ----- |
| 1.  | The Dead                     | King Diamond  | 1:56  |
| 2.  | Never Ending Hill            | Andy LaRocque | 4:36  |
| 3.  | Is Anybody Here?             | King Diamond  | 4:12  |
| 4.  | Black of Night               | Andy LaRocque | 4:00  |
| 5.  | Mirror Mirror                | King Diamond  | 4:59  |
| 6.  | The Cellar                   | Andy LaRocque | 4:30  |
| 7.  | Pictures in Red              | Andy LaRocque | 1:27  |
| 8.  | Give Me Your Soul            | Andy LaRocque | 5:28  |
| 9.  | The Floating Head            | Andy LaRocque | 4:46  |
| 10. | Cold as Ice                  | King Diamond  | 4:29  |
| 11. | Shapes of Black              | King Diamond  | 4:22  |
| 12. | The Girl in the Bloody Dress | King Diamond  | 5:07  |
| 13. | Moving On                    | King Diamond  | 4:06  |

## Crédits
- King Diamond - chants, claviers
- Andy LaRocque - guitare, claviers
- Mike Wead - guitare
- Hal Patino - basse
- Matt Thompson - batterie
- Livia Zita - chants additionnels